# Thitipoom Techaapaikhun
Thitipoom Techaapaikhun (tailandês: ฐิติภูมิเตชะอภัยคุณ), mais conhecido como New (tailandês: นิว), nascido em 30 de janeiro de 1993, é um ator e modelo tailandês. Ele é mais conhecido por seus papéis como Kao em Kiss: The Series, Kiss Me Again: The Series e Dark Blue Kiss, Apo em Water Boyy: The Series e Plan em Wolf: The Series, todas séries da GMMTV.

## Carreira
New fez sua estreia como ator em Room Alone: The Series, um programa da GMM Grammy, em 2014. Ele começou a ganhar popularidade em Kiss: The Series e Kiss Me Again: The Series como Kao ao lado de Tay Tawan Vihokratana e em SOTUS: The Series como Em. Em 2017, ele conseguiu o papel principal de Apo em Water Boyy: The Series , um remake de um filme de mesmo nome na TV.
Em 2019, ele reprisou seu papel como Kao, agora no papel principal, na terceira parte de Kiss: The Series intitulada Dark Blue Kiss, ao lado de Tay Tawan Vihokratana.
Ele também estrelou Classic Again, um remake tailandês de um drama romântico sul-coreano de 2003, The Classic, e está trabalhando em "I Need Romance 3".

## Filmografia

### Cinema
| Ano  | Título        | Função   |
| ---- | ------------- | -------- |
| 2018 | WaterBro      | Yang Fan |
| 2020 | Classic Again | Kajorn   |

### Televisão
| Ano  | Título                                      | Papel  |
| ---- | ------------------------------------------- | ------ |
| 2014 | Room Alone: The Series                      | Ray    |
| 2015 | Ugly Duckling Series: Pity Girl             | BM     |
| 2015 | Room Alone 2: The Series                    | Ray    |
| 2016 | Kiss: The Series                            | Kao    |
| 2016 | Sotus: The Series                           | Em     |
| 2016 | U-Prince The Series: The Absolute Economist | Pascal |
| 2016 | U-Prince The Series: The Foxy Pilot         | Pascal |
| 2017 | Water Boyy: The Series                      | Apo    |
| 2017 | U-Prince The Series: The Crazy Artist       | Pascal |
| 2017 | Sotus S: The Series                         | Em     |
| 2018 | School Rangers                              |        |
| 2018 | Kiss Me Again                               | Kao    |
| 2018 | Our Skyy                                    | Kao    |
| 2018 | TayNew Meal Date                            |        |
| 2019 | Wolf                                        | Plan   |
| 2019 | Love Beyond Frontier                        | Win    |
| 2019 | Dark Blue Kiss                              | Kao    |
| 2020 | I Need Romance 3                            | Alan   |